# Liste der Mitglieder des Hessischen Landtags (11. Wahlperiode)
Diese Liste gibt einen Überblick über alle Mitglieder des Hessischen Landtags in der 11. Wahlperiode (25. September 1983 bis 17. Februar 1987).

## Präsidium
- Präsident:
 Erwin Lang (SPD)
- Vizepräsidenten:
 Jochen Lengemann (CDU)
 Alfred Schmidt FDP
 Roland Kern (Die Grünen) bis 19. April 1985
 Bernd Messinger (Die Grünen) seit 9. Mai 1985
 Radko Stöckl (SPD) bis 23. Januar 1984
 Karl-Heinz Ernst (SPD) seit 21. Februar 1984

## Zusammensetzung
Nach der Landtagswahl 1983 setzte sich der Landtag wie folgt zusammen:
| Fraktion   | Sitze |
| ---------- | ----- |
| SPD        | 51    |
| CDU        | 44    |
| FDP        | 8     |
| Die Grünen | 7     |
| gesamt     | 110   |

## Abgeordnete
| Name                                | Lebensdaten | Fraktion   | Wahlkreis/Liste                  | Veränderung                               |
| ----------------------------------- | ----------- | ---------- | -------------------------------- | ----------------------------------------- |
| Georg Badeck                        | 1938–2004   | CDU        | Wahlkreis Main-Taunus II         |                                           |
| Christian Bartelt                   | 1931–2020   | CDU        | Landesliste                      | ausgeschieden am 5. Juni 1984             |
| Frank Gustav Beucker                | 1942        | SPD        | Wahlkreis Wiesbaden II           |                                           |
| Iris Blaul                          | 1955        | Die Grünen | Landesliste                      | ausgeschieden am 10. April 1985           |
| Gerhard Bökel                       | 1946        | SPD        | Wahlkreis Lahn-Dill II           | ausgeschieden am 11. Juni 1985            |
| Horst Bökemeier                     | 1935–2015   | SPD        | Wahlkreis Waldeck-Frankenberg I  |                                           |
| Holger Börner                       | 1931–2006   | SPD        | Wahlkreis Kassel-Stadt II        |                                           |
| Hans Christoph Boppel               | 1951        | Die Grünen | nachgerückt                      | am 16. April 1985 für Abg. Frau Schilling |
| Volker Bouffier                     | 1951        | CDU        | Landesliste                      |                                           |
| Anita Breithaupt                    | 1936–2016   | SPD        | Landesliste                      |                                           |
| Leonhard Brockmann                  | 1935–2015   | CDU        | nachgerückt                      | …am 6. Juni 1984 für Abg. Bartelt         |
| Gerhard Bruch                       | 1936–2019   | SPD        | Wahlkreis Rheingau-Taunus II     |                                           |
| Reinhard Brückner                   | 1923–2015   | Die Grünen | Landesliste                      | ausgeschieden am 15. Februar 1984         |
| Armin Clauss                        | 1938        | SPD        | Wahlkreis Frankfurt am Main II   |                                           |
| Gerhard Dann                        | 1936–2014   | SPD        | Wahlkreis Limburg-Weilburg II    |                                           |
| Heide Degen                         | 1937        | CDU        | Landesliste                      |                                           |
| Claus Demke                         | 1939–2002   | CDU        | Landesliste                      |                                           |
| Jürgen Dieter                       | 1955        | SPD        | Wahlkreis Bergstraße I           |                                           |
| Horst Engel                         | 1927–1984   | SPD        | Wahlkreis Offenbach-Stadt        | verstorben am 17. Dezember 1984           |
| Jürgen Engel                        | 1947–2018   | Die Grünen | nachgerückt                      | am 19. April 1985 für Abg. Kern           |
| Karl-Heinz Ernst                    | 1942        | SPD        | Wahlkreis Schwalm-Eder II        |                                           |
| Dieter Fertsch-Röver                | 1924–2007   | FDP        | Landesliste                      |                                           |
| Dieter Fischer                      | 1942        | CDU        | Landesliste                      |                                           |
| Heinz Fraas                         | 1941        | SPD        | Wahlkreis Bergstraße II          |                                           |
| Helmut Frank                        | 1933–2015   | CDU        | Landesliste                      |                                           |
| Rudolf Friedrich                    | 1936        | CDU        | Landesliste                      |                                           |
| Fred Gebhardt                       | 1928–2000   | SPD        | Wahlkreis Frankfurt am Main VI   |                                           |
| Dieter Geißler                      | 1943–2024   | SPD        | nachgerückt                      | …am 13. Dezember 1985 für Abg. Mutz       |
| Wolfgang Gerhardt                   | 1943–2024   | FDP        | Landesliste                      |                                           |
| Otti Geschka                        | 1939        | CDU        | Landesliste                      |                                           |
| Willi Görlach                       | 1940        | SPD        | Wahlkreis Wetterau I             |                                           |
| Christoph Greiff                    | 1947–2007   | CDU        | Landesliste                      |                                           |
| Herbert Günther                     | 1929–2013   | SPD        | Wahlkreis Kassel-Land II         |                                           |
| Harald Habermann                    | 1951        | SPD        | nachgerückt                      | …am 18. Dezember 1984 für Abg. Engel      |
| Marita Haibach-Walter               | 1953        | Die Grünen | Landesliste                      | ausgeschieden am 15. April 1985           |
| Bernd Hamer                         | 1939–2004   | CDU        | Wahlkreis Hochtaunus I           |                                           |
| Peter Hartherz                      | 1940–2018   | SPD        | Landesliste                      |                                           |
| Hans Heimerl                        | 1930        | SPD        | Wahlkreis Main-Kinzig II         |                                           |
| Wolfgang von Heusinger              | 1928        | CDU        | Landesliste                      |                                           |
| Rudolf Hilfenhaus                   | 1937–2021   | SPD        | Landesliste                      |                                           |
| Priska Hinz                         | 1959        | Die Grünen | nachgerückt                      | …am 15. April 1985 für Abg. Kerschgens    |
| Karl Hisserich                      | 1926–2011   | SPD        | Wahlkreis Vogelsberg             |                                           |
| Hartmut Holzapfel                   | 1944–2022   | SPD        | Landesliste                      |                                           |
| Wolfgang Ibel                       | 1934        | CDU        | Wahlkreis Limburg-Weilburg I     |                                           |
| Franz-Peter Jakob                   | 1949        | Die Grünen | nachgerückt                      | …am 15. Februar 1984 für Abg. Brückner    |
| Franz Josef Jung                    | 1949        | CDU        | Wahlkreis Rheingau-Taunus I      |                                           |
| Reinhard Kahl                       | 1948        | SPD        | Wahlkreis Waldeck-Frankenberg II |                                           |
| Manfred Kanther                     | 1939        | CDU        | Wahlkreis Wiesbaden I            |                                           |
| Heiner Kappel                       | 1938        | FDP        | Landesliste                      |                                           |
| Gerhard Keil                        | 1945–2018   | CDU        | Landesliste                      | ausgeschieden am 15. Januar 1985          |
| Roland Kern                         | 1947        | Die Grünen | Landesliste                      | ausgeschieden am 19. April 1985           |
| Karl Kerschgens                     | 1939        | Die Grünen | Landesliste                      | ausgeschieden am 15. April 1985           |
| Veronika Kiekheben-Schmidt          | 1939        | SPD        | Landesliste                      |                                           |
| Lothar Klemm                        | 1949        | SPD        | Wahlkreis Main-Kinzig I          |                                           |
| Karl-Heinz Koch                     | 1924–2007   | CDU        | Wahlkreis Main-Taunus I          |                                           |
| Walter Korn                         | 1937–2005   | CDU        | Landesliste                      |                                           |
| Hans Krollmann                      | 1929–2016   | SPD        | Wahlkreis Kassel-Stadt I         |                                           |
| Karl Günther Kronawitter            | 1934–2000   | SPD        | Wahlkreis Darmstadt-Dieburg II   |                                           |
| Wilhelm Küchler                     | 1936        | CDU        | Wahlkreis Hochtaunus II          |                                           |
| Jan Kuhnert                         | 1951        | Die Grünen | nachgerückt                      | …am 15. April 1985 für Abg. Frau Haibach  |
| Matthias Kurth                      | 1952        | SPD        | Wahlkreis Offenbach Land I       |                                           |
| Erwin Lang                          | 1924–2020   | SPD        | Wahlkreis Groß-Gerau II          |                                           |
| Heinrich Lauterbach                 | 1925–1996   | CDU        | Landesliste                      |                                           |
| Karl Leinbach                       | 1919–2005   | SPD        | Wahlkreis Marburg-Biedenkopf I   |                                           |
| Jochen Lengemann                    | 1938        | CDU        | Landesliste                      |                                           |
| Helmut Lenz                         | 1930–2010   | CDU        | Wahlkreis Frankfurt am Main IV   |                                           |
| Frank Lortz                         | 1953        | CDU        | Wahlkreis Offenbach Land III     |                                           |
| Gert Lütgert                        | 1939–2016   | SPD        | Wahlkreis Lahn-Dill I            |                                           |
| Dietrich Meister                    | 1927–2014   | CDU        | Landesliste                      |                                           |
| August-Wilhelm Mende                | 1929–1986   | SPD        | Wahlkreis Rotenburg              | verstorben am 19. November 1986           |
| Bernd Messinger                     | 1952        | Die Grünen | nachgerückt                      | …am 10. April 1985 für Abg. Frau Blaul    |
| Gottfried Milde                     | 1934–2018   | CDU        | Landesliste                      |                                           |
| Dietrich Möller (Marburg)           | 1937–2024   | CDU        | Landesliste                      |                                           |
| Klaus Peter Möller (Gießen)         | 1937–2022   | CDU        | Landesliste                      |                                           |
| Rolf Müller (Gelnhausen)            | 1947        | CDU        | Landesliste                      |                                           |
| Wolfgang Müller (Solms)             | 1936–2024   | SPD        | nachgerückt                      | …am 11. Juni 1985 für Abg. Bökel          |
| Manfred Mutz                        | 1945–2013   | SPD        | Wahlkreis Gießen I               | ausgeschieden am 13. Dezember 1985        |
| Hartmut Nassauer                    | 1942        | CDU        | Landesliste                      |                                           |
| Erich Nitzling                      | 1934–2014   | SPD        | Wahlkreis Frankfurt am Main V    |                                           |
| Werner Osypka                       | 1931–2012   | CDU        | Wahlkreis Offenbach Land II      |                                           |
| Hans-Joachim Otto                   | 1952        | FDP        | Landesliste                      |                                           |
| Sieghard Pawlik                     | 1941        | SPD        | Wahlkreis Frankfurt am Main I    |                                           |
| Willi Rausch                        | 1936–2015   | SPD        | nachgerückt                      | …am 25. Januar 1984 für Abg. Stöckl       |
| Wilhelm Reichert                    | 1928–2012   | SPD        | Wahlkreis Wetterau II            |                                           |
| Heribert Reitz                      | 1930–2018   | SPD        | Landesliste                      |                                           |
| Winfried Rippert                    | 1935–2020   | SPD        | Wahlkreis Fulda I                |                                           |
| Karl Hermann Ritter                 | 1931–2006   | SPD        | Wahlkreis Darmstadt-Stadt II     |                                           |
| Roland Rösler                       | 1943–2020   | CDU        | Landesliste                      |                                           |
| Vera Rüdiger                        | 1936        | SPD        | Wahlkreis Main-Kinzig III        |                                           |
| Gertrud Schilling                   | 1949        | Die Grünen | Landesliste                      | ausgeschieden am 16. April 1985           |
| Martin Schlappner                   | 1931–2008   | SPD        | Wahlkreis Groß-Gerau I           |                                           |
| Bernd Schleicher                    | 1947–2023   | SPD        | nachgerückt                      | …am 20. November 1986 für Abg. Mende      |
| Udo Schlitzberger                   | 1946        | SPD        | Wahlkreis Kassel-Land I          |                                           |
| Alfred Schmidt (Kassel)             | 1938        | FDP        | Landesliste                      |                                           |
| Karin Schmidt (Schwalmstadt-Treysa) | 1939–1997   | CDU        | Landesliste                      |                                           |
| Karl Schnabel                       | 1938–2017   | SPD        | Wahlkreis Marburg-Biedenkopf II  |                                           |
| Herbert Schneider (Wiesbaden)       | 1942        | SPD        | Wahlkreis Wiesbaden III          |                                           |
| Karl Schneider (Bickenbach)         | 1934–2020   | SPD        | Wahlkreis Darmstadt-Dieburg I    |                                           |
| Hermann Schoppe                     | 1937        | CDU        | Landesliste                      |                                           |
| Hans-Joachim Schulze                | 1936–2024   | CDU        | nachgerückt                      | …am 15. Januar 1985 für Abg. Keil         |
| Ingeborg Seitz                      | 1924–2006   | CDU        | Landesliste                      |                                           |
| Günter Simon                        | 1940        | SPD        | Wahlkreis Hersfeld               |                                           |
| Arnold Spruck                       | 1934–2013   | CDU        | Landesliste                      |                                           |
| Reinhold Stanitzek                  | 1939–2011   | CDU        | Landesliste                      |                                           |
| Karl Starzacher                     | 1945        | SPD        | Wahlkreis Gießen II              |                                           |
| Radko Stöckl                        | 1924–1984   | SPD        | Wahlkreis Schwalm-Eder I         | verstorben am 23. Januar 1984             |
| Haidi Streletz                      | 1931–2010   | SPD        | Landesliste                      |                                           |
| Georg Sturmowski                    | 1923–2017   | CDU        | Landesliste                      |                                           |
| Christel Trautmann                  | 1936–2020   | SPD        | Wahlkreis Darmstadt-Stadt I      |                                           |
| Dirk Treber                         | 1951        | Die Grünen | Landesliste                      | ausgeschieden am 15. April 1985           |
| Walter Troeltsch                    | 1928–2025   | CDU        | Landesliste                      |                                           |
| Jochen Vielhauer                    | 1947        | Die Grünen | nachgerückt                      | …am 15. April 1985 für Abg. Treber        |
| Erika Wagner (Eschwege)             | 1933–2011   | SPD        | Wahlkreis Eschwege-Witzenhausen  |                                           |
| Ruth Wagner (Darmstadt)             | 1940        | FDP        | Landesliste                      |                                           |
| Josef Weber                         | 1935        | CDU        | Wahlkreis Fulda II               |                                           |
| Eberhard Weghorn                    | 1947        | FDP        | Landesliste                      |                                           |
| Karlheinz Weimar                    | 1950        | CDU        | Landesliste                      |                                           |
| Gerald Weiß                         | 1945–2022   | CDU        | Landesliste                      |                                           |
| Ernst Welteke                       | 1942        | SPD        | Landesliste                      |                                           |
| Gerhard Wenderoth                   | 1930–2002   | CDU        | Wahlkreis Frankfurt am Main III  |                                           |
| Otto Wilke                          | 1937–2018   | FDP        | Landesliste                      |                                           |
| Wolfgang Windfuhr                   | 1936–2018   | CDU        | Landesliste                      |                                           |
| Horst Winterstein                   | 1934–2006   | SPD        | Landesliste                      |                                           |
| Günter Zabel                        | 1926–2020   | SPD        | Wahlkreis Odenwald               |                                           |